# 南京桥 (沈阳市)
南京桥，是位于中国辽宁省沈阳市和平区的一座跨越浑河的桥梁，是南京南街的一部分，也是长白岛与浑河北岸市区连接的一座重要桥梁。始建于1965年，时名工农桥。